# Ploddy, el retorn del cotxe policia
Ploddy, el retorn del cotxe policia (noruec: Pelle Politibil på sporet ) és una pel·lícula d'aventures animada per ordinador noruega del 2013 dirigida per Rasmus A. Sivertsen i Rune Spaans a partir d'un guió d'Arthur Johansen. Representa la seqüela de Ploddy, el cotxe policia (2009) i és la tercera pel·lícula que es basa en el personatge infantil noruec Ploddy. S'ha doblat al valencià per a À Punt.
La pel·lícula es va estrenar el 3 de març de 2013 a Noruega i va recaptar 2.102.960 dòlars amb 158.029 entrades venudes, i amb un total mundial de 2.220.689 dòlars.